# Fantastic Friends
Fantastic Friends är en amerikansk realityserie från 2022. Första säsongen hade premiär på HBO Max den 9 juli 2022. Första säsongen bestod av sex avsnitt. Den andra säsongen också den bestående av sex avsnitt har en planerad premiär på strömningstjänsten HBO Max den 9 augusti 2023. Programledare är Oliver Phelps och James Phelps som tidigare bland annat spelat tvillingarna Fred och George Weasly i flera Harry Potter-filmer.

## Handling
Serien kretsar kring Oliver och James Phelps träffar kända gäster besöker magiska platser och tar sig an utmaningar.

## Medverkande
- James Phelps
- Oliver Phelps
- Maisie Williams
- Haley Joel Osment
- Sophie Skelton
- Bonnie Wright
- Evanna Lynch
- Luke Youngblood
- Natalia Tena
- Corey Mylchreest
- Matthew Lewis